# Bill Bowerman
William Jay Bowerman (Portland, Oregon, 1911. február 19. – Fossil, Oregon, 1999. december 24.) amerikai atlétikaedző és a Nike társalapítója. Pályafutása során 33 olimpikont, 51 All-America elismeréssel kitüntetettet, 12 csúcstartót, 22 NCAA-bajnokot és 16, az egy mérföldet négy perc alatt lefutó sportolót nevelt ki.
Nem szerette, ha edzőnek nevezték. Az Oregon Ducks atlétikacsapatánál töltött ideje alatt egy kivételével minden szezont megnyertek, négyszer lettek NCAA-bajnokok és tizenhatszor voltak az ország tíz legjobbja között. A Nike társalapítójaként közreműködött a cég jelentősebb cipőmodelljeinek (például Cortez és Waffle Racer) kidolgozásához, és szerepe volt abban, hogy a vállalat viszonteladóból gyárrá nője ki magát.

## Fiatalkora
Édesanyja Elizabeth Hoover Bowerman, édesapja Jay Bowerman republikánus politikus, Oregon állam 13. kormányzója. 1913-ban nővérével és fivérével visszatértek Fossilba. Ikertestvére kétévesen felvonóbalesetben hunyt el.
Bill Bowerman kezdetben Medfordban és Seattle-ben járt iskolába, majd a medfordi középiskolába iratkozott be, ahol harmadik és negyedik évben az iskolai zenekar és az állami bajnok amerikaifutball-csapat tagja volt. Itt találkozott Barbara Younggal, akit 1936. június 22-én vett feleségül. Három fiuk (Jon, Jay és Tom) született.
1929-ben beiratkozott az Oregoni Egyetem újságírószakára és az amerikaifutball-csapat játékosa, valamint a Béta Théta Pí diákszövetség és Bill Hayward edző alatt az atlétikacsapat tagja lett. Diplomaszerzését követően biológiát tanított és 1934-ben a Franklin középiskola edzője volt. 1935-ben visszatért Medfordba, ahol középiskolai csapat 1940-ben állami bajnok lett.

### Katonaként
Tartalékos katona volt, majd másodhadnagyként a Pearl Harbor elleni japán támadás utáni napokban egy évre Fort Lawtonba rendelték. Később a 86. és 87. hegyi gyalogezredek tagja volt.
Feladata az ellátmány útjának megszervezése és a szállító öszvérek gondozása volt. 1944. december 23-án egysége Nápolyba érkezett, majd az észak-olasz hegyekbe ment tovább. Tengerentúli szolgálata idején a 86. gyalogezred első zászlóaljának parancsnoka lett. A németek olaszországi megadása előtti napokban a Brenner-hágó közelében állomásozó egységekkel megállapodott a fegyverletételről. Tevékenységéért az ezüst és bronz csillagokkal tüntették ki; 1945-ben szerelt le.

## Edzőként
A háború után visszatért a medfordi középiskolába, majd családjával Eugene-be költözött, ahol 1948. július 1-jén az Oregoni Egyetem munkatársa lett.

### Oregon Ducks
24 éve alatt sportolói 24 NCAA-címet (a 19 eseményből 15-öt) és négy koronát (1962, 1964, 1965, 1970) nyertek, valamint tizenhatszor voltak a tíz legjobb csapat között. 33 olimpikont, 38 konferenciagyőztest és 64, az All-America elismeréssel kitüntetett sportolót nevelt ki, 1962-es váltócsapata (Archie San Romani, Dyrol Burleson, Vic Reeve, Keith Forman) pedig a négy mérföldes futás számban 16:08,9 eredménnyel világrekordot állított fel. Hat évvel később ezt Roscoe Divine, Wade Bell, Arne Kvalheim és Dave Wilborn 16:05,0 idővel megdöntötte. Bowerman összesített eredménye 114–20, tíz szezonja veretlen. Nevezetes sportolói között voltak Otis Davis, Steve Prefontaine, Kenny Moore, Bill Dellinger, Mac Wilkins, Jack Hutchins, Dyrol Burleson, Phil Knight és Mel Renfo, aki amerikaifutball-játékos is volt.
Bowerman nem szerette, ha edzőnek nevezik, ő magára inkább tanárként tekintett. Sportolóitól elvárta a sikeres tanulmányi eredményeket, és a tapasztalatoknak a való életben való alkalmazását.
1972-től a Hayward Sportpálya felújításához szükséges adománygyűjtésre koncentrált, hogy ott rendezhessék az 1976-os olimpiai selejtezőket. 1970-ben képviselőként indult, ahol 815 szavazattal kikapott.
1973. március 23-án mondott le, utódja Bill Dellinger helyettes lett.

### Az USA olimpiai válogatottja
Az 1968-as mexikóvárosi olimpia magasugró számaira való sikeres felkészítése miatt Bowerman lett az 1972-es müncheni olimpia atlétikaedzője. Jim Ryun kikapott a kenyai Kipchoge Keino ellen, ennek okaként a magasságot jelölte meg. Bowerman kanadai, ausztrál és norvég sportolókat is edzett.
Az olimpiai túszdráma idején Shaul Ladany izraeli gyorsgyalogló elmenekült a Fekete Szeptember terroristái elől. A tengerészgyalogság által védett amerikai lakrészekben két zsidó sportoló (Mark Spitz úszó és Bill Schmidt kalapácsvető) tartózkodott.

## Futóként
A futással 1962-ben ismerkedett meg Új-Zélandon, ahol a kollégája, Arthur Lydiard által alapított klubban idősebbek is voltak. Bowerman az edzéskoncepciót bemutatta az USA-ban, és könyveket, valamint cikkeket kezdett írni; a eugene-i edzésterve országos minta lett. A háromoldalas Jogger’s Manual nem sokkal visszatérése után jelent meg. 1966-ban W. E. Harris kardiológussal megjelentette a kocogást az USA-ban elterjesztő Jogging című könyvüket, amiből több mint egymilliót adtak el. Az idősebb sportolók számának növekedése miatt új divíziót hoztak létre. Bowerman és Harris 1967-ben egy 127 oldalas könyvet adott ki.
Mivel az USA-ban az egyetemeken kívül nem voltak a fiatalokat célzó futócsapatok, Phil Knighttal és Geoff Hollisterrel 1977-ben megalapították az Athletics Westet. Craig Virgin, Steve Prefontaine, Frank Shorter és Bill Rodgers sikerei hozzájárultak a sportág 1970-es évekbeli népszerűségéhez.

## Nike

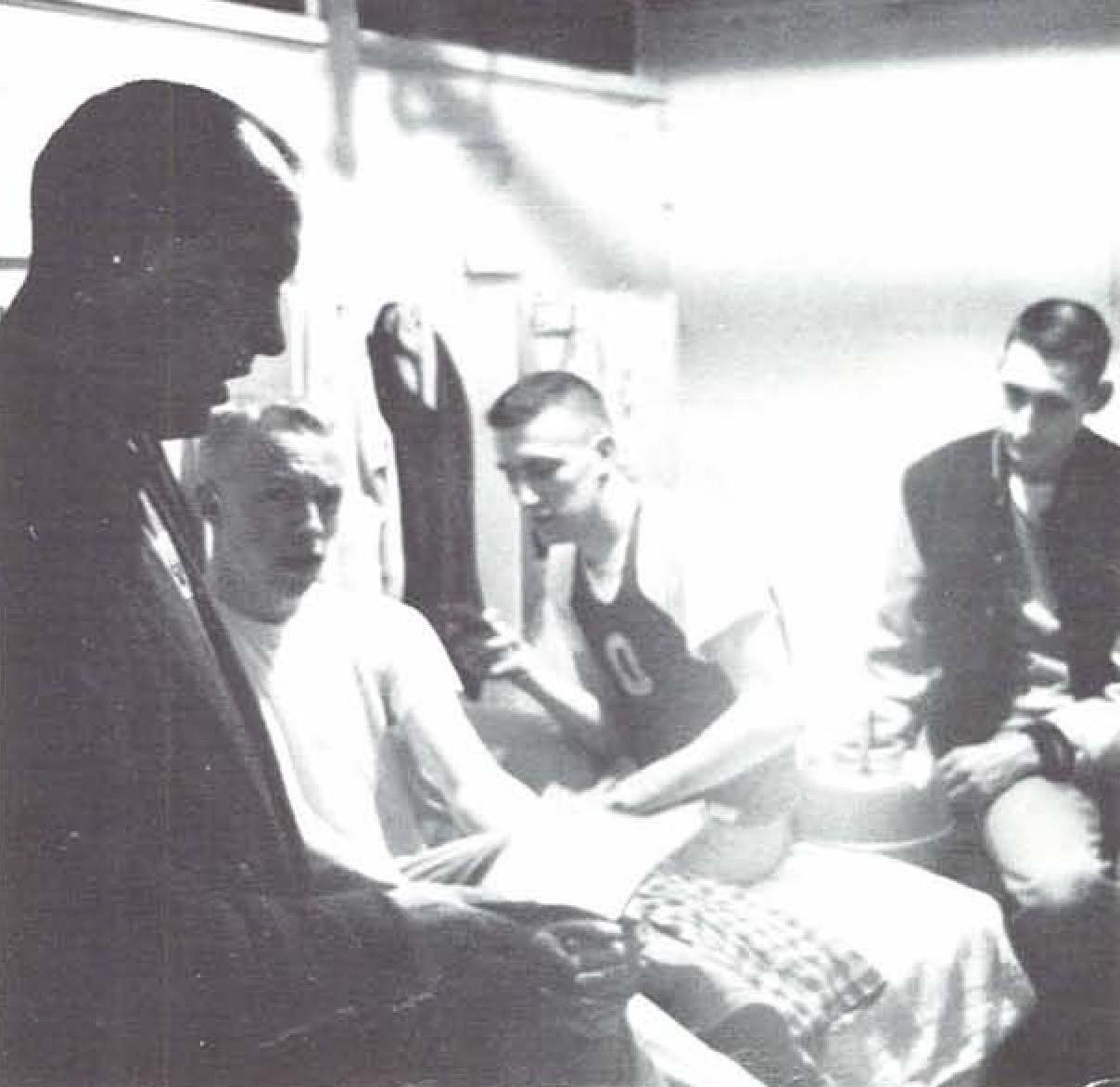
Bowerman (balra) Phil Knighttal és más sportolóival 1958-ban

Otis Davis sportoló szerint ő volt az egyik, akin Bowerman új cipőivel kísérletezett, amiket gofrisütővel készített. Szerinte kényelmetlenek voltak, és lábait nem támasztotta semmi.
1964-ben Bowerman és Phil Knight megállapodtak a Blue Ribbon Sports (a mai Nike) cipő-viszonteladó vállalat megalapításáról. Knight felelt a portlandi cég működéséért, Bowerman pedig a termékfejlesztésért. Kezdetben a japán Onitsuka Tiger gyár cipőit importálták. Tulajdoni arányuk kezdetben 50–50% volt, de Bowerman ezt később a patthelyzeteket elkerülendő 51–49-re módosította volna Knight javára.
Bowerman 1966-os ötletéből 1968-ban elkészült a márka egyik legsikeresebb modellje, a Nike Cortez. Több modellel kísérletezett, de leginkább arról ismeretes, hogy 1970-ben vagy 1971-ben gumival való kísérletezés közben tönkretette felesége gofrisütőjét. 1972-ben megjelent az asztronauták Holdon hagyott lábnyomaira emlékeztető „holdcipő”, 1974-ben pedig ennek továbbfejlesztésével a cég növekedéséért felelős Waffle Trainer. Bowerman mérgező anyagokkal dolgozott egy kis, szellőzés nélküli helyiségben, ezért maradandó idegkárosodást szenvedett. Kenny Moore Bowerman and the Men of Oregon című könyve szerint ezért lábával nem tudott járni.
Mindenképpen szerette volna a cipők tömegét csökkenteni; szerinte 28 gramm víz kivonásával egy mérföldön (1,6 kilométer) a terhelés 25 kilogrammal csökken.
Knight egyszer azt nyilatkozta, hogy „ha Bowerman nem boldog, a Nike sem boldog”.
Bowerman az 1970-es években, a tőzsdére vonulás előtt csökkentette cégbeli befolyását.

## Halála
Hosszú betegséget követően 1999. december 24-én hunyt el egy fossili intézményben.

## Emlékezete
A National Distance Running Hall of Fame, a National Track and Field Hall of Fame, az Oregon Sports Hall of Fame, az Oregon’s Athletic Hall of Fame, az RRCA Distance Running Hall of Fame és a National Inventors Hall of Fame tagja. A Hayward Sportpálya északi részén felállították szobrát. A Steve Prefontaine-nel való kapcsolatáról szól a Without Limits című film, amelyben Bowermant Donald Sutherland alakítja. A Nike székháza a Bowerman Drive-on található, emellett Bowerman néven futócipő-sorozatot készítettek.
2009-ben az amerikai atlétikaedzők szövetsége megalapította az évente a legjobb férfi és női egyetemi atlétának odaítélt The Bowerman díjat, melynek trófeáját Tinker Hatfield, a Nike cipőmodellezője tervezte. Első kitüntetettjei Galen Rupp és Jenny Barringer voltak.

## Fordítás
- Ez a szócikk részben vagy egészben  a   Bill Bowerman című angol Wikipédia-szócikk ezen változatának fordításán alapul.  Az eredeti cikk szerkesztőit annak laptörténete sorolja fel. Ez a jelzés csupán a megfogalmazás eredetét és a szerzői jogokat jelzi, nem szolgál a cikkben szereplő információk forrásmegjelöléseként.